# Mein Lieber Tanz
Mein Lieber Tanz (Майн ли́бер танц, в переводе с нем. — «Мой любимый танец») — второй альбом группы «Несчастный случай». Выпущен и презентован в январе 1996 года, хотя записан в 1995 году.

## Об альбоме
Mein Lieber Tanz записывался 7 месяцев в студии ДК Горького в ночные смены. Группа придумала его под впечатлением от успеха предыдущего. Концепция альбома — радиоспектакль, рассказывающий о пастухе-бисексуале Якобе. Между песнями, а также в самом начале и конце в качестве конферансье выступают Игорь Кириллов и Анна Шатилова. «Mein Lieber Tanz» стал, возможно, наиболее дорогостоящим некоммерческим проектом в истории русского рок-н-ролла. «Песня о Москве» стала одним из главных хитов группы, позже прозвучала в фильме «О чём ещё говорят мужчины» (2011) и исполняется на концертах коллектива до сих пор.

## Список композиций
1. Конферанс — 01:13
2. Mein Lieber Tanz — 06:33
3. Конферанс — 00:08
4. Два осетра — 02:41
5. Конферанс — 00:07
6. На берегу пустынных вод — 04:44
7. Конферанс — 00:10
8. Мальчик Андрюшка — 04:45
9. Конферанс — 00:07
10. Бумажный голубок — 02:37
11. Конферанс — 00:54
12. Блюз для тех, кто спит со мной — 04:52
13. Конферанс — 00:32
14. Песня о Москве — 04:49
15. Конферанс — 00:08
16. Сталинский сокол — 07:00
17. Конферанс — 00:07
18. Простые радости Земли — 06:00
19. Конферанс — 00:09
20. Дай мне делать мое дело — 05:09
21. Конферанс — 00:17
22. Всё-всё — 03:56
23. Конферанс (был только в первом издании) — 0:10

Не вошедший в альбом трек «Земные забавы» стал в дальнейшем основной темой программы «Сам себе режиссёр».

## Участники записи
- Несчастный Случай, команда — коллективный автор и аранжировщик всех песен;
- Алексей Кортнев — вокал, гитара;
- Валдис Пельш — вокал, храповик, варган;
- Павел Мордюков — вокал, саксофон, гитара;
- Андрей Гуваков — бас-гитара;
- Дмитрий Чувелёв — бас-гитара, электрогитара, мандолина;
- Сергей Чекрыжов — клавишные, компьютеры, вокал;
- Дмитрий Морозов — барабаны, перкуссия;
- Олег Клишин — звукорежиссёр записи;
- Борис Оппенгейм — любезнейшая помощь в записи
- Павел Нефедов, фирма «Апостроф» — дизайн альбома, неоценимая помощь
- Иван Шишкин, фирма «Апостроф» — дизайн альбома, общее рендерение;
- Владимир Охлопков, банк «Деловая Россия» — спонсирование записи;
- Андрей Феофанов, «RDM» — выпускающий продюсер;
- Серж Савостьянов, фирма «Апостроф» — шеф-дизайн альбома, фотографии;
- Максим Селиванов, компания «Стиплер» — генеральное спонсирование записи;
- Алексеева Екатерина и агентство «Интер-Медиа» — информационное спонсирование;
- Абилова Валентина — воплощение образа Якоба в клипе;
- Алексеев Александр — создание образа Якоба;
- Бахметьева Наталья — грим;
- Елизавета Бек-Назарова — скрипка (7);
- Бершидский Юрий — бескорыстная помощь в записи;
- Елизавета Вилкавысская — фагот (11);
- Донатас Гердаускас — кларнет (9);
- Дегтярёв Игорь — электрогитара (1, 4, 7, 8, 10);
- Александр Дитковский, группа «Квартал» — труба (8);
- Енокян Армен — народное пение (3);
- Антон Златопольский, АТВ — спонсирование записи
- Касьянов Сергей — фотографии;
- Игорь Кириллов, народный артист СССР — декламация (8);
- Китаев Сергей — труба (3, 7);
- Коваль Мария — скрипка (7);
- Кондратинская Елена — скрипка (7);
- Оксана Костецкая— вокал (1, 8);
- Костин Борис — импресарио команды «Несчастный Случай», свистун (4);
- Курлянский Дмитрий — флейта (3, 7, 9, 11);
- Кузнецов Владимир, «RDM» — мастеринг;
- Татьяна Лазарева — вокал (2);
- Ланская Елена — выкрики (4);
- Липницкий Евгений — гобой (9, 11);
- Лихачев Максим, группа «Квартал» — тромбон (8);
- Малкин Анатолий, «Новая Студия» — спонсирование записи;
- Медная группа оркестра № 13 штаба ордена Ленина Московского военного округа — (7);
- Московский Музыкальный Сервис — студия, в которой была сделана запись;
- Наниташвили Гоча — народное пение (3);
- Петрищев Виктор — инженер записи;
- Поспелов Кирилл, фирма «Апостроф» — дизайн альбома, пре-пресс;
- Радио 101 — информационная и вообще поддержка
- Рено Бертран — виолончель (2);
- Синяев Андрей — сведение (2);
- Чанкин Владислав — немецкая речь (1);
- Чеглаков Андрей, компания «Стиплер» — генеральное спонсирование записи;
- Чигладзе Мамука — народное пение (3);
- Якоб — молодой, бисексуально ориентированный пастух;

Песня «Простые радости земли» — одна из немногих песен группы, где использовано нецензурное слово. Для публичного использования создана радиоверсия песни, где на его месте звучит звук частотой 200 герц. На концертах обычно заменяется словом «Детьми».